# Presidential Cycling Tour of Turkey 2011
Presidential Cycling Tour of Turkey 2011 – 47. edycja wyścigu kolarskiego Presidential Cycling Tour of Turkey. W tej edycji wyścigu kolarze rozpoczęli  rywalizację 24 kwietnia w Stambule, a zakończyli 1 maja w Alanyi.
Zwycięzcą wyścigu został Rosjanin Aleksandr Jefimkin z grupy Team Type 1 – Sanofi Aventis brat bardziej utytułowanego Władimira Jefimkina, drugą lokatę zajął Kazach Andriej Ziejc z zespołu Pro Team Astana, natomiast trzecią lokatę w wyścigu zajął Francuz Thibaut Pinot.
W wyścigu brało udział dwóch Polaków: Bartosz Huzarski z ekipy Team NetApp, który zajął dwa miejsca na podium, podczas czwartego etapu uplasował się na drugim miejscu przegrywając o zaledwie metr z Alessandro Petacchim co dało mu koszulkę lidera wyścigu, a drugi raz stał na podium po szóstym etapie zajmując trzecie miejsce etapowe, dzięki tym dokonaniom zakończył wyścig na szóstym miejscu w klasyfikacji generalnej.
Drugim polakiem startującym w wyścigu był Jarosław Marycz z zespołu Saxo Bank SunGard, który uplasował się na 49 pozycji klasyfikacji generalnej.

## Etapy
| Etap      | Data        | Start    | Meta       | Km    | Typ | Typ         | Zwycięzca           | Lider              |
| --------- | ----------- | -------- | ---------- | ----- | --- | ----------- | ------------------- | ------------------ |
| I etap    | 24 kwietnia | Stambuł  | Stambuł    | 114,1 |     | płaski      | Andrea Guardini     | Andrea Guardini    |
| II etap   | 25 kwietnia | Kuşadası | Turgutreis | 178,0 |     | pagórkowaty | Walentin Iglinski   | Walentin Iglinski  |
| III etap  | 26 kwietnia | Bodrum   | Marmaris   | 166,0 |     | górski      | Manuel Belletti     | Manuel Belletti    |
| IV etap   | 27 kwietnia | Marmaris | Pamukkale  | 207,0 |     | pagórkowaty | Alessandro Petacchi | Bartosz Huzarski   |
| V etap    | 28 kwietnia | Denizli  | Fethiye    | 218,6 |     | górski      | Matteo Rabottini    | Thomas Peterson    |
| VI etap   | 29 kwietnia | Fethiye  | Finike     | 184,0 |     | górski      | André Greipel       | Aleksandr Jefimkin |
| VII etap  | 30 kwietnia | Tekirova | Manavgat   | 138,0 |     | płaski      | Andrea Guardini     | Aleksandr Jefimkin |
| VIII etap | 1 maja      | Side     | Alanya     | 157,8 |     | płaski      | Kenny Van Hummel    | Aleksandr Jefimkin |

### Etap 1: 24 kwietnia 2011:Stambuł–Stambuł114,1 km
| Lp. | Zawodnik         | Zespół            | Czas        |
| --- | ---------------- | ----------------- | ----------- |
| 1   | Andrea Guardini  | Farnese Vini      | 2h 35 '54 " |
| 2   | Tyler Farrar     | Garmin-Cervelo    | + 0"        |
| 3   | Kenny Van Hummel | Skil-Shimano      | + 0"        |
|     |                  |                   |             |
| 27  | Jarosław Marycz  | Saxo Bank SunGard | + 0"        |
| 46  | Bartosz Huzarski | Team NetApp       | + 0"        |

| Lp. | Zawodnik         | Zespół            | Czas        |
| --- | ---------------- | ----------------- | ----------- |
| 1   | Andrea Guardini  | Farnese Vini      | 2h 35 '54 " |
| 2   | Tyler Farrar     | Garmin-Cervelo    | + 4"        |
| 3   | Kenny Van Hummel | Skil-Shimano      | + 6"        |
|     |                  |                   |             |
| 27  | Jarosław Marycz  | Saxo Bank SunGard | + 0"        |
| 46  | Bartosz Huzarski | Team NetApp       | + 0"        |

#### Etap 2: 25 kwietnia 2011:Kuşadası–Turgutreis, 178,0 km
| Lp. | Zawodnik            | Zespół            | Czas       |
| --- | ------------------- | ----------------- | ---------- |
| 1   | Walentin Iglinski   | Pro Team Astana   | 4h 23' 28" |
| 2   | Alessandro Petacchi | Lampre-ISD        | + 0"       |
| 3   | Elia Favilli        | Farnese Vini      | + 0"       |
|     |                     |                   |            |
| 7   | Jarosław Marycz     | Saxo Bank SunGard | + 0"       |
| 68  | Bartosz Huzarski    | Team NetApp       | + 0"       |

| Lp. | Zawodnik          | Zespół            | Czas        |
| --- | ----------------- | ----------------- | ----------- |
| 1   | Walentin Iglinski | Pro Team Astana   | 6h 59 '12 " |
| 2   | Tyler Farrar      | Garmin-Cervelo    | + 4"        |
| 3   | Kenny Van Hummel  | Skil-Shimano      | + 6"        |
|     |                   |                   |             |
| 12  | Jarosław Marycz   | Saxo Bank SunGard | + 0"        |
| 46  | Bartosz Huzarski  | Team NetApp       | + 0"        |

#### Etap 3: 26 kwietnia 2011:Bodrum–Marmaris, 166,0 km
| Lp. | Zawodnik          | Zespół             | Czas       |
| --- | ----------------- | ------------------ | ---------- |
| 1   | Manuel Belletti   | Colnago-CSF Inox   | 4h 22' 24" |
| 2   | Roberto Ferrari   | Androni Giocattoli | + 0"       |
| 3   | Wesley Sulzberger | Française des Jeux | + 0"       |
|     |                   |                    |            |
| 16  | Bartosz Huzarski  | Team NetApp        | + 0"       |
| 47  | Jarosław Marycz   | Saxo Bank SunGard  | + 0"       |

| Lp. | Zawodnik          | Zespół             | Czas        |
| --- | ----------------- | ------------------ | ----------- |
| 1   | Manuel Belletti   | Colnago-CSF Inox   | 11h 21' 36" |
| 2   | Roberto Ferrari   | Androni Giocattoli | + 4"        |
| 3   | Wesley Sulzberger | Française des Jeux | + 6"        |
|     |                   |                    |             |
| 15  | Bartosz Huzarski  | Team NetApp        | + 0"        |
| 34  | Jarosław Marycz   | Saxo Bank SunGard  | + 16"       |

#### Etap 4: 27 kwietnia 2011:Marmaris–Pamukkale, 207,0 km
| Lp. | Zawodnik            | Zespół            | Czas       |
| --- | ------------------- | ----------------- | ---------- |
| 1   | Alessandro Petacchi | Lampre-ISD        | 5h 36' 26" |
| 2   | Bartosz Huzarski    | Team Netapp       | + 0"       |
| 3   | Aleksandr Jefimkin  | Sanofi Aventis    | + 1"       |
|     |                     |                   |            |
| 2   | Bartosz Huzarski    | Team NetApp       | + 0"       |
| 50  | Jarosław Marycz     | Saxo Bank SunGard | + 31' 36"  |

| Lp. | Zawodnik          | Zespół             | Czas        |
| --- | ----------------- | ------------------ | ----------- |
| 1   | Bartosz Huzarski  | Team NetApp        | 16h 58' 06" |
| 2   | Wesley Sulzberger | Française des Jeux | + 3"        |
| 3   | Riccardo Chiarini | Androni Giocattoli | + 7"        |
|     |                   |                    |             |
| 1   | Bartosz Huzarski  | Team NetApp        | -           |
| 50  | Jarosław Marycz   | Saxo Bank SunGard  | + 31' 48"   |

#### Etap 5: 28 kwietnia 2011:Denizli–Fethiye, 218,6 km
| Lp. | Zawodnik           | Zespół            | Czas       |
| --- | ------------------ | ----------------- | ---------- |
| 1   | Matteo Rabottini   | Farnese Vini      | 5h 51' 25" |
| 2   | Aleksandr Jefimkin | Sanofi Aventis    | + 0"       |
| 3   | Enrico Magzzini    | Lampre-ISD        | + 3"       |
|     |                    |                   |            |
| 35  | Jarosław Marycz    | Saxo Bank SunGard | + 11' 55"  |
| 86  | Bartosz Huzarski   | Team NetApp       | + 11' 55"  |

| Lp. | Zawodnik           | Zespół              | Czas        |
| --- | ------------------ | ------------------- | ----------- |
| 1   | Thomas Peterson    | Garmin-Cervelo      | 22h 49' 41" |
| 2   | Cameron Wurf       | Liquigas-Cannondale | + 27"       |
| 3   | Aleksandr Jefimkin | Sanofi Aventis      | + 29"       |
|     |                    |                     |             |
| 6   | Bartosz Huzarski   | Team NetApp         | + 11' 45"   |
| 49  | Jarosław Marycz    | Saxo Bank SunGard   | + 43' 33"   |

#### Etap 6: 29 kwietnia 2011:Fethiye–Finike, 184,0 km
| Lp. | Zawodnik                 | Zespół             | Czas       |
| --- | ------------------------ | ------------------ | ---------- |
| 1   | André Greipel            | Omega Pharma-Lotto | 4h 27' 02" |
| 2   | Egoitz Garcia Echeguibel | Caja Rural         | + 0"       |
| 3   | Bartosz Huzarski         | Team Netapp        | + 0"       |
|     |                          |                    |            |
| 3   | Bartosz Huzarski         | Team NetApp        | + 0"       |
| 28  | Jarosław Marycz          | Saxo Bank SunGard  | + 7"       |

| Lp. | Zawodnik           | Zespół            | Czas        |
| --- | ------------------ | ----------------- | ----------- |
| 1   | Aleksandr Jefimkin | Sanofi Aventis    | 27h 17' 12" |
| 2   | Andriej Ziejc      | Pro Team Astana   | + 1' 13"    |
| 3   | Thibaut Pinot      | FDJ               | + 1' 33"    |
|     |                    |                   |             |
| 6   | Bartosz Huzarski   | Team NetApp       | + 11' 12"   |
| 49  | Jarosław Marycz    | Saxo Bank SunGard | + 43' 11"   |

#### Etap 7: 30 kwietnia 2011:Tekirova–Manavgat, 138,0 km
| Lp. | Zawodnik         | Zespół            | Czas       |
| --- | ---------------- | ----------------- | ---------- |
| 1   | Andrea Guardini  | Farnese Vini      | 3h 05' 37" |
| 2   | Kenny Van Hummel | Skil-Shimano      | + 0"       |
| 3   | Tyler Farrar     | Garmin-Cervelo    | + 0"       |
|     |                  |                   |            |
| 54  | Bartosz Huzarski | Team NetApp       | + 0"       |
| 124 | Jarosław Marycz  | Saxo Bank SunGard | + 40"      |

| Lp. | Zawodnik           | Zespół            | Czas        |
| --- | ------------------ | ----------------- | ----------- |
| 1   | Aleksandr Jefimkin | Sanofi Aventis    | 30h 22' 49" |
| 2   | Andriej Ziejc      | Pro Team Astana   | + 1' 13"    |
| 3   | Thibaut Pinot      | FDJ               | + 1' 33"    |
|     |                    |                   |             |
| 6   | Bartosz Huzarski   | Team NetApp       | + 11' 12"   |
| 49  | Jarosław Marycz    | Saxo Bank SunGard | + 43' 51"   |

#### Etap 8: 1 maja 2011:Side–Alanya, 157,8 km
| Lp. | Zawodnik            | Zespół             | Czas       |
| --- | ------------------- | ------------------ | ---------- |
| 1   | Kenny Van Hummel    | Skil-Shimano       | 3h 22' 59" |
| 2   | André Greipel       | Omega Pharma-Lotto | + 0"       |
| 3   | Alessandro Petacchi | Lampre-ISD         | + 0"       |
|     |                     |                    |            |
| 34  | Bartosz Huzarski    | Team NetApp        | + 0"       |
| 38  | Jarosław Marycz     | Saxo Bank SunGard  | + 0"       |

| Lp. | Zawodnik           | Zespół            | Czas        |
| --- | ------------------ | ----------------- | ----------- |
| 1   | Aleksandr Jefimkin | Sanofi Aventis    | 33h 45' 48" |
| 2   | Andriej Ziejc      | Pro Team Astana   | + 1' 13"    |
| 3   | Thibaut Pinot      | FDJ               | + 1' 33"    |
|     |                    |                   |             |
| 6   | Bartosz Huzarski   | Team NetApp       | + 11' 12 "  |
| 49  | Jarosław Marycz    | Saxo Bank SunGard | + 43' 51"   |

## Posiadacze koszulek po poszczególnych etapach
| Etap                 | Zwycięzca            | Klasyfikacja generalna | Klasyfikacja punktowa | Klasyfikacja górska | Klasyfikacja sprinterska | Klasyfikacja drużynowa     |
| -------------------- | -------------------- | ---------------------- | --------------------- | ------------------- | ------------------------ | -------------------------- |
| 1                    | Andrea Guardini      | Andrea Guardini        | Andrea Guardini       | -                   | Arturo Ortiz Mora        | De Rosa - Ceramica Flamini |
| 2                    | Walentin Iglinski    | Walentin Iglinski      | Tyler Farrar          | Juan Villegas       | Arturo Ortiz Mora        | Caja Rural                 |
| 3                    | Manuel Belletti      | Manuel Belletti        | Manuel Belletti       | Luis Felipe Laverde | Arturo Ortiz Mora        | Française des Jeux         |
| 4                    | Alessandro Petacchi  | Bartosz Huzarski       | Alessandro Petacchi   | Luis Felipe Laverde | Alessandro Petacchi      | Française des Jeux         |
| 5                    | Matteo Rabottini     | Thomas Peterson        | Alessandro Petacchi   | Aleksandr Jefimkin  | Alessandro Petacchi      | Française des Jeux         |
| 6                    | André Greipel        | Aleksandr Jefimkin     | Alessandro Petacchi   | Luis Felipe Laverde | Arturo Ortiz Mora        | Française des Jeux         |
| 7                    | Andrea Guardini      | Aleksandr Jefimkin     | Alessandro Petacchi   | Luis Felipe Laverde | Arturo Ortiz Mora        | Française des Jeux         |
| 8                    | Kenny Van Hummel     | Aleksandr Jefimkin     | Alessandro Petacchi   | Luis Felipe Laverde | Arturo Ortiz Mora        | Française des Jeux         |
| Klasyfikacja końcowa | Klasyfikacja końcowa | Aleksandr Jefimkin     | Alessandro Petacchi   | Luis Felipe Laverde | Arturo Ortiz Mora        | Française des Jeux         |